# Jordanien i olympiska sommarspelen 1980
Jordanien deltog i de olympiska sommarspelen 1980 med en trupp bestående av fyra deltagare, samtliga män, vilka deltog i tre tävlingar i skytte. Ingen av landets deltagare erövrade någon medalj.